# Ричардс, Томас (легкоатлет)
То́мас Джон Ге́нри Ри́чардс (англ. Thomas John Henry Richards; 15 марта 1910, Аппер-Кумбран — 19 января 1985, Лондон) — британский валлийский легкоатлет, специалист по марафону. Выступал на крупных международных соревнованиях в период 1939—1955 годов, серебряный призёр летних Олимпийских игр в Лондоне, двукратный победитель Политехнического марафона, победитель и призёр престижных международных забегов.

## Биография
Томас Ричардс родился 15 марта 1910 года в Аппер-Кумбран округа Торвайн, Уэльс. Во время своей спортивной карьеры представлял столичный клуб South London Harriers, выступал прежде всего в марафоне.
Впервые заявил о себе ещё в 1939 году, финишировав четвёртым на Политехническом марафоне в Лондоне. В 1941 году повторил это достижение.
В 1943 году занял на Политехническом марафоне второе место, выиграл забеги в Данди и Вулвергемптоне. В 1944 и 1945 годах неизменно становился победителем Политехнического марафона, вновь победил на Вулвергемптоне, занял третье место на чемпионате Англии. В 1947 году уже стабильно выбегал из 2 часов 40 минут, в том числе был вторым на Политехническом марафоне и в забеге в Лафборо, уступая лидерство только титулованному англичанину Джек Холдену.
Благодаря череде удачных выступлений вошёл в основной состав британской национальной сборной и удостоился права защищать честь страны на летних Олимпийских играх 1948 года в Лондоне. Подошёл к Играм в достаточно хорошей форме и показал время 2:35:07 — этого оказалось достаточно для второго места и серебряной олимпийской медали — до победителя аргентинца Дельфо Кабреры ему оставалось порядка 16 секунд, тогда как ближайший преследователь бельгиец Этьенн Гайи отстал на 26 секунд.
После лондонской Олимпиады Ричардс продолжил принимать участие в крупнейших международных стартах. Так, в 1949 году он прибежал вторым на марафонах в Энсхеде и Бирмингеме, пропустив вперёд только Джека Холдена (который отказался от участия в Олимпийских играх в Лондоне). Выступил за Уэльс на Играх Британской империи 1950 года в Новой Зеландии, где занял шестое место в марафонском беге, выиграл первенство Уэльса.
В 1951 году был вторым на чемпионате Англии и третьим на марафоне в Энсхеде. В следующем сезоне одержал победу на марафоне в Порт-Толботе, ещё через год стал четвёртым в зачёте валлийского национального первенства. В 1954 году в возрасте 44 лет занял шестое место на Политехническом марафоне, установив свой личный рекорд 2:29:59. В 1955 году вновь победил на первенстве Уэльса в марафонской дисциплине.
Помимо занятий спортом также являлся дипломированным врачом. После завершения спортивной карьеры остался работать в своём клубе South London Harriers.
Умер 19 января 1985 года в Лондоне в возрасте 74 лет.